# Liste der Lübecker Ratssyndiker

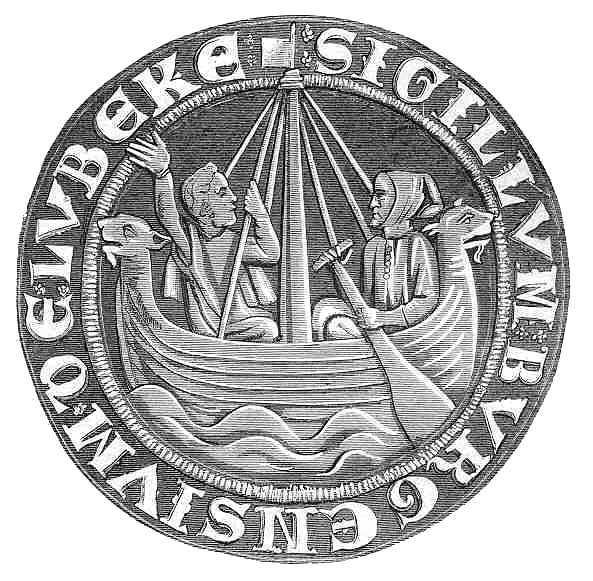
Lübecker Stadtsiegel

Hier werden die Lübecker Ratssyndiker als Angehörige des Rates der Stadt aufgeführt. Sie standen im Protokoll des Lübschen Staates zwischen den Bürgermeistern und den übrigen Ratsherren. Syndici gab es nachweislich vom 13. Jahrhundert bis zur verfassungsrechtlichen Abschaffung des Syndicats durch die Verfassungsreform 1852. Als Richter waren die Syndici gleichzeitig im Oberhof Lübeck und den anderen Lübecker Gerichten tätig. Die Gewaltenteilung wurde in Lübeck erst mit der Abschaffung des Syndicats eingeführt. Diese Liste folgt der Arbeit von Friedrich Bruns.

## Liste

### Mittelalter bis zur Reformation in Lübeck
| Name und Lebensdaten                              | Studium                | Bestellung | Besonderheiten und Anmerkungen | Abbildung |
| Willekin von Bardewik                             | Bologna                | 1310–1320  | Magister. Sohn des Lübecker Bürgermeisters Johann von Bardewik. |           |
| Dietmar Schulop                                   |                        | 1321–1324  | Magister. Später Domherr in Schwerin und Lübeck. Stiftete 1338 eine Vikarie für die Jakobikirche.                                                                        |           |
| Gerhard von Lochem (Loghem) († 29. November 1344) |                        | 1327/1328  | Magister. 1330 Küster des Lübecker Doms, 1335 Domdechant, Domscholaster 1341.                                                                                            |           |
| Magister Gotfridus                                |                        | 1329–1331  | Magister |           |
| Johannes Ricbode (Ricbodonis)                     |                        | 1333–1338  | Magister |           |
| Wilhelm Beverstede                                |                        | 1341–1343  | Magister |           |
| Vakanz                                            |                        | 1343–1367  | |           |
| Johannes Trutennowe                               |                        | 1367       | Magister. Kleriker der Diözese Breslau. Das Vierteljahresgehalt von 10 Mark teilten sich die Stadt, das Heilig-Geist-Hospital und das Johanniskloster zu je ein Drittel. |           |
| Vakanz ?                                          |                        | 1368–1433  | |           |
| Dietrich Zukow                                    | Prag Erfurt Leipzig    | 1432–1442  | 1411–1418 Lübecker Ratssekretär, danach Rektor der Universität Rostock                                                                                                   |           |
| Arnold Sommernat                                  | Erfurt                 | 1443–1457  | später Rektor der Universität Erfurt, Senatssyndicus in Hamburg und zuletzt Domherr in Schwerin und Lübeck                                                               |           |
| Simon Batz                                        | Erfurt                 | 1458–1464  | zuvor Rektor der Universität Erfurt |           |
| Johannes Osthusen                                 | Erfurt                 | 1465–1506  | 1475 auch Domherr in Lübeck |           |
| Albert Krantz                                     | Rostock                | 1486–1491  | zuvor Professor in Rostock. 1486 Zweiter Syndicus in Lübeck. Danach Lektor des Domkapitels und Senatssyndikus in Hamburg.                                                |           |
| Mattheus Packebusch                               | Leipzig                | 1495–1522  | 1495 Zweiter Syndicus, 1506 Erster Syndicus. 1522 Ratsherr, 1528 Bürgermeister.                                                                                          |           |
| Johann Oldendorp                                  | Rostock Köln Bologna   | 1534–1536  | zuvor Professor in Greifswald, Frankfurt/Oder und Rostock, wo er auch Syndicus der Hansestadt Rostock war. 1538 Professor in Köln, 1540 in Marburg                       |           |
| Stephan Klyngkebyll                               | Wittenberg             | 1536       | Dienst wahrscheinlich nicht angetreten |           |
| Justin Göbler                                     | Mainz, Erfurt, Bourges | 1537/38    | |           |
| Johann Rudel                                      | Leipzig Heidelberg     | 1538–1563  | Vorher Professor und Rektor der Universität Marburg. 1561 von Erik XIV. von Schweden in Uppsala zum Ritter geschlagen (Eques auratus).                                   |           |

### Frühe Neuzeit bis zur Lübecker Verfassungsreform 1851
| Name und Lebensdaten            | Studium                               | Bestellung | Besonderheiten und Anmerkungen | Abbildung |
| Hermann von Vechtelde           | Wittenberg                            | 1559–1571  | Zuvor Professor der Universität Königsberg. 1571 Lübecker Bürgermeister |           |
| Calixtus Schein                 | Leipzig Wittenberg                    | 1565–1600  | |           |
| Hermann Warmboeke               | Wittenberg                            | 1573–1579  | Dr. jur., vorher Rat des Herzogs Erich von Braunschweig. 1573 Syndicus der Hansestadt Lübeck, 1579 Ratsherr, 1587 Lübecker Bürgermeister. |           |
| Johann Conrad Varnbüler         | Wittenberg                            | 1594       | Wurde von seinem vorherigen Dienstherr Heinrich Julius von Braunschweig nicht freigegeben und konnte daher sein Amt nicht antreten |           |
| Laurentius Finckelthaus         | Leipzig Wittenberg Jena               | 1596–1606  | Wurde von seinem eigenen Diener erstochen. In Lübecker Marienkirche bestattet. 1603 Poeta laureatus. |           |
| Martinus Nordanus               | Rostock                               | 1601–1620  | |           |
| Petrus Hagen                    | Rostock Marburg                       | 1609–1614  | Wurde von Heinrich Julius von Wolfenbüttel zu lebenslang verurteilt, konnte fliehen. Hatte ein Epitaph in der Lübecker Marienkirche. |           |
| Johan Brambach                  | Erfurt                                | 1610–1616  | Magister. Ratssekretär, Domherr in Lübeck. Syndicus auf Vorstellung des Domkapitels (mit minderen Rechten). Bestattet im Dom. Der erste vom Lübecker Rat erwählte Dompropst des Lübecker Kapitels. |           |
| Lambert Steinwich               |                                       | 1616       | Syndicus in Stralsund, wurde vom Rat der Stadt Stralsund nicht freigegeben, sondern vielmehr zum Bürgermeister gewählt. Kein Dienstantritt und Entlassung aus dem Eid. |           |
| Johann Faber                    |                                       | 1617–1622  | Vorher Syndicus von Speyer |           |
| Johann Domann                   | Rostock                               | 1618       | Kurzzeitig vor seinem Tod, neben dem Amt des Syndicus der Hanse |           |
| Hieronymus Schabbel             | Rostock                               | 1622–1635  | Sohn des Wismarer Bürgermeisters Hinrich Schabbel |           |
| Otto Tanck                      | Rostock                               | 1621–1637  | zuvor Syndikus der fränkischen Reichsritterschaft |           |
| Benedikt Winkler                | Leipzig                               | 1635–1648  | |           |
| Leonhard von der Borgh († 1641) | Helmstedt Heidelberg                  | 1638–1641  | Kam aus Osnabrück nach Lübeck. Dr. jur., vorher Direktor der Kanzlei des Bistums Minden, gräflich Schauenburgischer und erzbischöflich Bremischer Rat. |           |
| David Gloxin                    | Wittenberg Rostock                    | 1642–1666  | 1666 Lübecker Bürgermeister |           |
| Joachim Carstens                | Wittenberg Jena Rostock Greifswald    | 1648–1673  | 1648 Zweiter Syndicus, 1666 Erster Syndicus |           |
| Martin von Böckel               | Königsberg Rostock Greifswald Leipzig | 1648–1666  | 1648 Dritter Syndicus |           |
| Bernhard Diedrich Brauer        | Gießen Köln Straßburg Heidelberg      | 1667–1669  | 1667 Dompropst in Lübeck. 1669 auch Syndicus der Hanse. 1669 Lübecker Bürgermeister. |           |
| Hartmann Jacobi (1617–1680)     |                                       | 1668       | Die Freigabe wurde von Landgraf Ludwig von Hessen unter Beförderung Jacobis verweigert. Kein Dienstantritt. |           |
| Heinrich Michaelis              | Königsberg Greifswald Rostock         | 1668–1675  | Vorher Professor der Universitäten Greifswald und Kiel. |           |
| Heinrich Balemann               | Wittenberg Halle Gießen               | 1675–1680  | 1680 Lübecker Ratsherr. |           |
| Johann Pommeresch               | Rostock Greifswald Leiden             | 1678–1689  | Vorher Professor der Universität Greifswald |           |
| Georg Radow                     | Königsberg Rostock                    | 1686–1699  | Vorher Professor und Rektor in Rostock. 1692 Dompropst in Lübeck. |           |
| Johann Georg Gutzmer            | Rostock                               | 1700–1716  | |           |
| Thomas Friedrich Carstens       | Rostock Königsberg Frankfurt/Oder     | 1715-      | Protonotar und zugleich Reise-Syndicus |           |
| Johann Schaevius                | Jena Halle Helmstedt                  | 1720–1743  | 1730 Dompropst, zunächst nicht anerkannt. Nach Prozess vor dem Reichshofgericht 1733 erst vom Kapitel eingeführt. Vater des Ratsherrn Johann Friedrich Schaevius. |           |
| Hermann Georg Krohn             | Leipzig Gießen                        | 1741–1753  | 1735 dritter Ratssekretär? 1741 Zweiter Syndicus. Nach ~ 1742 Erster Syndicus. Entlassung aus Gesundheitsgründen. |           |
| Heinrich Brockes II.            | Wittenberg Halle Leipzig              | 1753–1768  | Vorher Professor der Universität Jena. 1753 Erster Syndicus. 1768 Lübecker Bürgermeister. |           |
| Carl Henrich Dreyer             | Kiel Halle Helmstedt                  | 1753–1802  | Vorher Professor der Universität Kiel. 1753 Zweiter Syndicus, 1768 Erster Syndicus. |           |
| Christian David Evers           | Jena                                  | 1769–1783  | Vorher Lübecker Protonotar |           |
| Hermann Adolph Wilcken          |                                       | 1784–1801  | Sohn des Sargträgers an St. Jacobi in Lübeck. 1750 Kanzleisubstitut und Bürger der Stadt. |           |
| Carl Georg Curtius              | Jena                                  | 1801–1857  | 1801 Zweiter Syndicus, 1802 Erster Syndicus. Curtius erhielt, wie auch die beiden anderen zu jener Zeit amtierenden Syndici, am 3. Januar 1852 das Amt eines vollgültigen Senators, führte jedoch weiterhin den traditionsreichen Titel eines Syndicus. 1851 Gedenkmünze Bene Merenti                                   |           |
| Anton Diedrich Gütschow         |                                       | 1802–1833  | Zweiter Syndicus. In der Lübecker Franzosenzeit Maire der Stadt. |           |
| Carl August Buchholz            | Göttingen Heidelberg Halle            | 1834–1843  | zuvor wichtiger Anwalt der Jüdischen Emanzipation und hessischer Diplomat |           |
| Peter Ludwig Elder              | Göttingen Heidelberg                  | 1844       | 1844 Zweiter Syndicus. Elder erhielt, wie auch die beiden anderen zu jener Zeit amtierenden Syndici, am 3. Januar 1852 das Amt eines vollgültigen Senators, führte jedoch weiterhin den traditionsreichen Titel eines Syndicus. Er trat 1873 in den Ruhestand und wurde mit der Gedenkmünze Bene Merenti verabschiedet. |           |
| Heinrich von der Hude           | Göttingen Berlin Jena                 | 1844       | 1844 Dritter Syndicus. Infolge der Lübecker Verfassungsreform von 1851 wurde er mit Erlöschen des Lübecker Syndikats am 3. Januar 1852 zum Senator der Hansestadt. Er verstarb 1853. |           |